# Physics of Fluids
Physics of Fluids (с 1989 по 1993 годы Physics of Fluids A) — англоязычный рецензируемый научный журнал, издаваемый Американским институтом физики в сотрудничестве с подразделением гидродинамики Американского физического общества с 1958 года.
В 2011 году журнал обладал импакт-фактором 1,926.

## О журнале
Журнал публикует статьи, посвящённые гидродинамике и смежным областям. Статьи появляются ежедневно в электронном виде на сайте и публикуются ежемесячно в печатном варианте.